# Limerick FC
Limerick 37 FC este un club de fotbal din Limerick, Irlanda.

## Titluri

### Titluri naționale
- FAI League of Ireland: 2
  - 1959-60, 1979-80
- A doua Ligă Irlandeză: 1
  - 1991-92
- Cupa FAI: 2
  - 1971, 1982
- Cupa Ligii FAI: 3
  - 1975-76, 1992-93, 2001-02
- Scutul Irlandez: 2
  - 1953-54, 1983-84
- Cupa Orașului Dublin: 3
  - 1958-59, 1966-67, 1969-70

### Titluri regionale
- Munster Senior Cup: 11
  - 1937-38, 1948-49, 1953-54, 1958-59, 1962-63, 1976-77, 1983-84, 1984-85, 1988-89, 1994-95, 2005-06

## Lotul actual de jucători
Din 5 septembrie 2009
| Nr. |                   | Poziție | Jucător       |
| --- | ----------------- | ------- | ------------- |
|     | Republica Irlanda | P       | Dave Ryan     |
|     | Republica Irlanda | P       | Brian Collopy |
|     | Republica Irlanda | F       | Brendan Daly  |
|     | Republica Irlanda | F       | Pat Purcell   |
|     | Republica Irlanda | F       | Peter Whyte   |
|     | Republica Irlanda | M       | Wayne Colbert |
|     | Republica Irlanda | M       | Gary Sheehan  |
|     | Republica Irlanda | M       | Ian Storan    |
|     | Republica Irlanda | M       | Jason Hughes  |

| Nr. |                   | Poziție | Jucător         |
| --- | ----------------- | ------- | --------------- |
|     | Republica Irlanda | M       | Bobby Tier      |
|     | Republica Irlanda | M       | Stephen Goggin  |
|     | Republica Irlanda | M       | Thomas Lyons    |
|     | Republica Irlanda | A       | Stephen O'Flynn |
|     | Republica Irlanda | A       | David Ryan      |
|     | Republica Irlanda | A       | John Tierney    |
|     | Republica Irlanda | A       | Paul Cummins    |
|     | Republica Irlanda | A       | Paul Walshe     |
|     | Republica Irlanda | A       | Tommy Barrett   |

### Jucători notabili
| - Tom Aherne - Sam Allardyce - Tim Cuneen - Sean Cusack - Eamon Deacy - Ken DeMange - Ewan Fenton - Al Finucane - Kevin Fitzpatrick - Tommy Gaynor - Johnny Gavin - Alfie Hale | - [Billy Hamilton]] - Eoin Hand - Willie Hayes - Rory Keane - Des Kennedy - Johnny Matthews - Andy McEvoy - John McGrath - Turlough O'Connor - Davy Walsh - Johnny Walsh - Tony Ward |

## Antrenori notabili
- Sam Allardyce
- Ewan Fenton
- Billy Hamilton
- Eoin Hand
- Mike Kerley